# سباستین هایدل
سباستین هایدل (انگلیسی: Sebastian Heidel؛ زادهٔ ۲۶ مهٔ ۱۹۸۹) بازیکن فوتبال اهل آلمان است.
از باشگاه‌هایی که در آن بازی کرده‌است می‌توان به باشگاه فوتبال کارل زایس ینا اشاره کرد.